# Nancy Thompson
Pour les articles homonymes, voir Thompson.
Nancy Thompson est un personnage inventé par Wes Craven en 1984 et interprété par Heather Langenkamp. Elle est le personnage principal du film Les Griffes de la nuit. Le personnage de Nancy apparaît dans 3 films de la saga principale Freddy mais aussi dans le remake de 2010.

## Les Griffes de la nuit
Nancy, une étudiante de Springwood, doit faire face au meurtre de son amie Tina après qu'elle lui eut confessé expérimenter d'horrifiants cauchemars.
Livrée aux mêmes expériences, Nancy apprend que l'auteur du meurtre est en réalité la réincarnation de Fred Krueger, revenu de la mort pour assouvir ses pulsions meurtrières.
L'homme semble habiter les rêves de Nancy mais également de ses amis. Après de nombreux assauts du tueur, Nancy prend la décision de ne plus dormir le temps de trouver une solution.
Par ailleurs, l'histoire de Krueger lui est révélée par sa mère qui lui conte aussi sa mort, brûlée par les habitants du quartier.
Nancy parviendra à neutraliser le tueur après qu'il eut assassiné tous ses amis et sa mère.

## Les Griffes du Cauchemar
Quelques années après les meurtres de la rue Elm, Nancy Thompson, alors interne diplômée en psychologie, assiste un groupe d'adolescents qui, comme elle à l'époque, expérimentent des cauchemars horrifiques. Elle déduit rapidement que Freddy Krueger est derrière ces situations.
Cependant, dans son combat pour vaincre le monstre et enterrer ses ossements, elle perdra la vie des assauts du tueur.

## Freddy sort de la Nuit
Le film étant une mise en abîme des précédents opus de la saga, le personnage de Nancy apparaît brièvement, toujours interprété par Heather Langenkamp qui joue aussi son propre rôle.

## Freddy: Les Griffes de la nuit(Remake)
Le personnage de Nancy apparaît dans Freddy : Les Griffes de la nuit  sorti en 2010, remake du film de 1984. Le personnage est incarné par Rooney Mara.

## Cinéma
- Les Griffes de la nuit (A Nightmare on Elm Street, Wes Craven, 1984) avec Robert Englund
- Les Griffes du cauchemar (A Nightmare on Elm Street 3: Dream Warriors, Chuck Russell, 1987) avec Robert Englund
- Freddy sort de la nuit (New Nightmare, Wes Craven, 1994) avec Robert Englund
- Freddy : Les Griffes de la nuit (A Nightmare on Elm Street, Samuel Bayer, 2010) avec Jackie Earle Haley

### La sagaFreddy
Cinéma
1. Les Griffes de la nuit (A Nightmare on Elm Street, Wes Craven, 1984) avec Robert Englund
2. La Revanche de Freddy (A Nightmare on Elm Street Part 2: Freddy's Revenge, Jack Sholder, 1985) avec Robert Englund
3. Les Griffes du cauchemar (A Nightmare on Elm Street 3: Dream Warriors, Chuck Russell, 1987) avec Robert Englund
4. Le Cauchemar de Freddy (A Nightmare on Elm Street 4: The Dream Master, Renny Harlin, 1988) avec Robert Englund
5. L'Enfant du cauchemar (A Nightmare on Elm Street 5: The Dream Child, Stephen Hopkins, 1990) avec Robert Englund
6. La Fin de Freddy : L'Ultime Cauchemar (Freddy's Dead: The Final Nightmare, Rachel Talalay, 1991) avec Robert Englund
7. Freddy sort de la nuit (New Nightmare, Wes Craven, 1994) avec Robert Englund
8. Freddy contre Jason (Freddy vs. Jason, Ronny Yu, 2003) avec Robert Englund
9. Freddy : Les Griffes de la nuit (A Nightmare on Elm Street, Samuel Bayer, 2010) avec Jackie Earle Haley

Télévision
- Freddy, le cauchemar de vos nuits (Freddy's Nightmares, 1988-1990) avec Robert Englund